# Lucius Flavius Aper
Lucius Flavius Aper of Arrius Aper of kortweg Aper wat wild zwijn betekent. Hij was in de 2e helft van de 3e eeuw actief als militair. Hij zou door Diocles (de latere keizer Diocletianus) met een zwaard zijn terechtgesteld wegens de moord op keizer Numerianus.

## Obscuur verleden
Een man genaamd Lucius Flavius Aper doorliep in de jaren 260-270 een loopbaan in het Romeinse bestuur van de provinciae. Hij was tussen 260 en 268 praepositus van het Legio V Macedonica en Legio XIII Gemina, en verwierf later de eretitel vir perfectissimus en werd - waarschijnlijk in 270 - praeses van Pannonia inferior.
Harde feiten over zijn loopbaan zijn er niet. Men gaat ervan uit dat hij dankzij de legerhervormingen onder keizer Gallienus, waarbij beroepssoldaten van nederige afkomst zich konden opwerken tot primus pilus en zo aan het hoofd van een legioen werden geplaatst en hiermee een leidinggevende functie binnen het leger verwierven. Hij was actief in de Romeinse provincie Pannonië. Later werd hij bevriend met keizer Carus, in die mate dat zijn zoon Numerianus huwde met Apers dochter.

## Dood van Numerianus
Aper vergezelde in 283 als praefectus praetorio keizer Carus en zijn zoon Numerianus op een veldtocht tegen de Sassaniden (Perzië). Na Carus' dood later dat jaar werd Numerianus tot keizer benoemd. Aper leidde de terugtocht van het Romeinse leger uit Perzië. Er werd verteld dat Numerianus tijdens deze terugreis plots een ooginfectie opliep en de tocht in een gesloten draagstoel moest verder zetten. Na een aantal dagen roken soldaten echter de stank en vonden ze het ontbindende lichaam van de keizer. Bij hun terugkeer in Nicomedia moest Aper zich verantwoorden voor de krijgsraad. Diocles, het hoofd van de protectores domestici, beweerde vervolgens dat Aper Numerianus had vermoord en dit had verborgen gehouden. In het bijzijn van het leger trok Diocles zijn zwaard en doodde daarmee Aper. Volgens de - als niet al te betrouwbaar bekend staande - Historia  Augusta, zou hij nadat hij Aper had gedood uit de Aeneis van Vergilius hebben geciteerd. Kort na de dood van Aper veranderde Diocles, die op 20 november 284 door de soldaten tot keizer was uitgeroepen, zijn naam in het meer Latijns klinkende  "Diocletianus". Zijn volledige naam luidde nu Gaius Aurelius Valerius Diocletianus.